# Helen Donath
Helen Donath (Corpus Christi, 10 de julho de 1940) é uma soprano americana.

## Biografia
Nascida Helen Erwin, Donath estudou no Del Mar College em Corpus Christi, e posteriormente com Paola Novikova em Nova York. Estreou como cantora de concerto e lieder na mesma cidade. Em 1961, tornou-se membro do Opernstudio, de Colônia, na Alemanha, e da Ópera de Hanôver - cidade onde conheceu seu marido, o regente coral Klaus Donath.
Em 1967 interpretou Pamina, na Flauta Mágica, de Mozart, no Festival de Salzburgo, iniciando uma longa associação com o festival. De 1970 a 1990 foi parte integrante regularmente da Ópera Estatal de Viena, e especializou-se no repertório lírico austro-alemão.
Donath já se apresentou ao redor do mundo em diversas das principais casas de ópera, como o Metropolitan de Nova York, o Royal Opera House, em Covent Garden, Londres, o La Scala de Milão, entre outros. Em 2006 interpretou Despina na versão de Così fan tutte encenada na Ópera Estatal de Viena e no Festival de Salzburgo. 